# Una donna alla Casa Bianca
Una donna alla Casa Bianca (Commander in Chief) è una serie televisiva americana e prodotta dal 2005 al 2006. Creata da Rod Lurie ed interpretata da Geena Davis, la serie racconta la vita di Mackenzie Allen, prima donna chiamata a ricoprire la carica di presidente degli Stati Uniti d'America.
La serie è stata trasmessa in prima visione negli Stati Uniti da ABC, mentre in Italia è stata programmata in chiaro da Rai 1 e successivamente sul satellite da DIVA Universal.

## Trama
L'indipendente Mackenzie Allen è la vicepresidente degli Stati Uniti d'America sotto il mandato del repubblicano Teddy Bridges. Quando il presidente in carica muore improvvisamente per un aneurisma cerebrale, Mackenzie viene chiamata – non senza contrasti – a sostituirlo, diventando la prima donna nella storia della nazione a sedersi alla Casa Bianca. La Allen deve ora confrontarsi per il secondo biennio di presidenza, con tutti gli onori – ma anche gli oneri – che questo ruolo comporta, e con la diffidenza di chi non la ritiene all'altezza del compito.

## Episodi
| Stagione       | Episodi | Prima TV originale | Prima TV Italia |
| -------------- | ------- | ------------------ | --------------- |
| Prima stagione | 18      | 2005-2006          | 2006            |

## Personaggi e interpreti
- Mackanzie Allen (stagione 1), interpretata da Geena Davis, doppiata da Micaela Esdra.
È la prima vicepresidente e poi presidente degli Stati Uniti d'America donna. È un'indipendente. È anche la rettore dell'università di Richmond.
- Nathan Templeton (stagione 1), interpretato da Donald Sutherland, doppiato da Elio Zamuto.
È lo speaker della Camera dei Rappresentanti degli Stati Uniti, eletto in Florida e il leader del partito repubblicano.
- Rod Calloway (stagione 1), interpretato da Kyle Secor, doppiato da Antonio Sanna.
È il first gentleman, marito della Allen.
- Warren Keaton (stagione 1), interpretato da Peter Coyote, doppiato da Sergio Di Stefano.
Ex generale, è il vicepresidente degli Stati Uniti d'America durante la presidenza della Allen. Lascia in seguito l'incarico per occuparsi di sua moglie.
- Jim Gardner (stagione 1), interpretato da Harry Lennix, doppiato da Stefano Mondini.
Repubblicano, è il capo di gabinetto della Casa Bianca durante la presidenza della Allen, come lo era del predecessore.
- Kelly Ludlow (stagione 1), interpretata da Ever Carradine, doppiata da Federica De Bortoli.
È la portavoce della presidente Allen.
- Vince Taylor (stagione 1), interpretato da Anthony Azizi, doppiato da Franco Mannella.
È l'assistente personale del presidente Allen.
- Richard "Dickie" McDonald (stagione 1), interpretato da Mark-Paul Gosselaar.
È l'esperto in campagna elettorale dello staff della presidente Allen.
- Jayne Murray (stagione 1), interpretata da Natasha Henstridge.
È il capo di gabinetto di Nathan Templeton.
- Kate Allen (stagione 1), interpretata da Polly Bergen.
È la madre della presidente Allen.
- Horace Calloway (stagione 1), interpretato da Matt Lanter.
È il figlio sedicenne della presidente Allen e di Rod.
- Rebecca Calloway (stagione 1), interpretata da Caitlin Wachs.
 È la figlia sedicenne della presidente Allen e di Rod.
- Amy Calloway (stagione 1), interpretata da Jasmine Anthony.
È la piccola figlia di sei anni della presidente Allen e di Rod.
- Nora Woodruff (stagione 1), interpretata da Kristen Shaw.
È il capo dello staff del first gentleman Rod Calloway.

## Il mondo diUna donna alla Casa Bianca

### La collocazione temporale
La serie TV si colloca all'incirca nel 2006: in un episodio, si accenna al Giorno del ringraziamento poco dopo la morte di Bridges e in un opuscolo appare la data del 2005; poi in un episodio l'allusione temporale alla democrazia nella Russia fa supporre che sia il 2006 (nel pieno di quello che sarebbe stato il secondo mandato di George W. Bush) e, dunque, che Bridges sia diventato Vicepresidente nel 2000 (al fianco di Bush nel suo primo mandato, al posto di Dick Cheney) e poi Presidente nel 2004.

### Flashback
L'uso dei flashback è molto ricorrente nella serie. I più importanti sono:
- 1965: Templeton è un candidato democratico, durante la campagna elettorale si esprime a favore della segregazione razziale.
- 22 anni prima: Teddy Bridges è eletto governatore del suo Stato natale.
- 10 anni prima: Allen diventa membro del Congresso.
- 8 anni prima: Allen discute con Templeton su alcune leggi per dei finanziamenti.
- 6 anni prima: Bridges diventa Vicepresidente degli Stati Uniti d'America al fianco di George W. Bush.
- 2 anni prima: Bridges diventa Presidente degli Stati Uniti d'America succedendo a Bush.
- 8 mesi prima: Bridges chiede a Templeton di assumere la vicepresidenza, metterendo Allen alla Corte Suprema.

### Location
- City Hall - 200 N. Spring St., Downtown, Los Angeles, California, USA
- Oriole Park at Camden Yards - 333 W. Camden Street, Baltimore, Maryland, USA
- Raleigh Studios - 5300 Melrose Ave., Hollywood, Los Angeles, California, USA (studio)
- University of Richmond - 28 Westhampton Way, Richmond, Virginia, USA
- Washington, District of Columbia, USA

## Riconoscimenti
- 2005 - Screen Actors Guild Award
  - Nomination Migliore attrice protagonista – Serie drammatica a Geena Davis
- 2005 - Satellite Award
  - Nomination Miglior attrice in una serie drammatica a Geena Davis
- 2006 - Golden Globe
  - Miglior attrice in una serie drammatica a Geena Davis
  - Nomination Miglior serie drammatica
  - Nomination Miglior attore non protagonista in una serie a Donald Sutherland
- 2006 - Premio Emmy
  - Nomination Migliore attrice in una serie drammatica a Geena Davis

## Trasmissione internazionale
- Italia: Rai 1 e DIVA Universal (Una donna alla Casa Bianca)
- Australia: Seven Network (Commander in Chief)
- Finlandia: Nelonen (Commander in Chief)
- Francia : M6 (Commander in Chief)
- Germania: Sat.1 (Welcome, Mrs. President)
- Nuova Zelanda: TV 2 (Commander in Chief)
- Portogallo: SIC (Commander in Chief)
- Spagna: People&Arts (Señora Presidenta)
- Singapore: MediaCorp (Commander in Chief)
- Svezia: TV4 AB (Commander in Chief)
- Turchia: DiziMax (Commander in Chief)
- Regno Unito: ABC1 (Commander in Chief e More 4 come Commander in Chief)
- Hong Kong: Asia Television Limited (Commander in Chief)

## Edizioni home video
La prima ed unica stagione di Una donna alla Casa Bianca è uscita in DVD il 5 dicembre 2006.